# Hopewell (Tennessee)
Hopewell is een plaats (census-designated place) in de Amerikaanse staat Tennessee, en valt bestuurlijk gezien onder Bradley County.

## Demografie
Bij de volkstelling in 2000 werd het aantal inwoners vastgesteld op 1815.

## Geografie
Volgens het United States Census Bureau beslaat de plaats een oppervlakte van
18,8 km², geheel bestaande uit land.

## Plaatsen in de nabije omgeving
De onderstaande figuur toont nabijgelegen plaatsen in een straal van 16 km rond Hopewell.